# Frente Revolucionária de Timor-Leste Independente
A Frente Revolucionária de Timor-Leste Independente (Fretilin) é um partido político de esquerda de Timor-Leste.
Foi anteriormente um movimento de resistência que lutou pela independência de Timor-Leste, primeiro de Portugal e depois da Indonésia, entre 1974 e 1998. Era originalmente a Associação Social Democrática Timorense (ASDT). Após Timor-Leste se libertar da ocupação imposta pela Indonésia, a Fretilin tornou-se um partido político.
Seu líder mais proeminente é José Ramos-Horta, que em dezembro de 1996 dividiu o Prêmio Nobel da Paz com seu compatriota, o bispo Carlos Filipe Ximenes Belo.

## História
Após a Revolução dos Cravos em Portugal em abril de 1974, surgiram no Timor Português os primeiros partidos políticos. Foram posteriormente legalizados pelo novo governador Mário Lemos Pires, para a disputa das primeiras eleições livres, que formariam a Assembleia Constituinte da colônia.
Em 20 de maio de 1974, Francisco Xavier do Amaral, Nicolau dos Reis Lobato e outros ativistas formaram um partido denominado Associação Social-Democrata Timorense (ASDT). Buscavam uma rápida independência de Portugal, enquanto outros partidos defendiam a manutenção do vínculo colonial (com certa autonomia), ou uma estreita integração com a Indonésia ou a Austrália. Seu primeiro Secretário-Geral foi Alarico Fernandes; sendo Justino Mota como Segundo Secretário; como Secretário de Assuntos Políticos, Mari Alkatiri, e como Secretário para as Relações Externas, José Ramos-Horta. Em 11 de setembro 1974 o ASDT foi renomeada, passando a chamar-se Frente Revolucionária de Timor-Leste Independente (Fretilin).

### Luta pela independência contra Portugal
Nas eleições municipais realizadas de meados de 1975 os candidatos da ASDT/Fretilin ganharam mais 55% dos votos. O segundo lugar ficou com os candidatos da União Democrática Timorense (UDT), partido que mantinha estreitos laços com Portugal; e o terceiro lugar com a Associação Popular Democrática Timorense (Apodeti), que defendia a integração de Timor-Leste na Indonésia. O resultado da eleição foi contestado pelos partidos derrotados, que imediatamente entraram em conflito contra o partido vencedor. O conflito se arrastou de agosto e durou até dezembro de 1975, com a Fretilin capturando ou expulsando todos os opositores do território. Durante estes conflitos constituiu-se o braço armado do partido, as Forças Armadas de Libertação Nacional de Timor-Leste (FALINTIL), que anos mais tarde (após a independência da Indonésia) tornar-se-ia a base das Forças de Defesa de Timor-Leste.
Logo após a declaração de independência de Timor-Leste em relação a Portugal em 1975, assumiram como Presidente do país, Francisco Xavier do Amaral (1975), e Nicolau dos Reis Lobato (1975-79). Como primeiro-ministro assumiu Nicolau dos Reis Lobato (1975). Ambos os políticos eram líderes da Fretilin.
Em novembro de 1975, quando Timor-Leste declarou sua independência de Portugal, a Fretilin recebeu apoio maciço da população para que assumisse o poder na ilha. A Austrália e a Indonésia acusavam a Fretilin de ser comunista (ou marxista), por ter um programa com fortes tendências coletivistas. Aliado a isto, o nome da Fretilin soava semelhante ao do movimento marxista-leninista Frelimo, que atuava em Moçambique. A desconfiança das principais potências regionais (Austrália e Indonésia) empurrou a Fretilin para o campo marxista – que acabou por apoiar o movimento. A escalada da guerra Fria levou os Estados Unidos e a Austrália a dar suporte á fatídica invasão e ocupação da Indonésia sobre os territórios de Timor, ocorrida poucos dias depois da proclamação da independência.

### Luta contra a ocupação indonésia

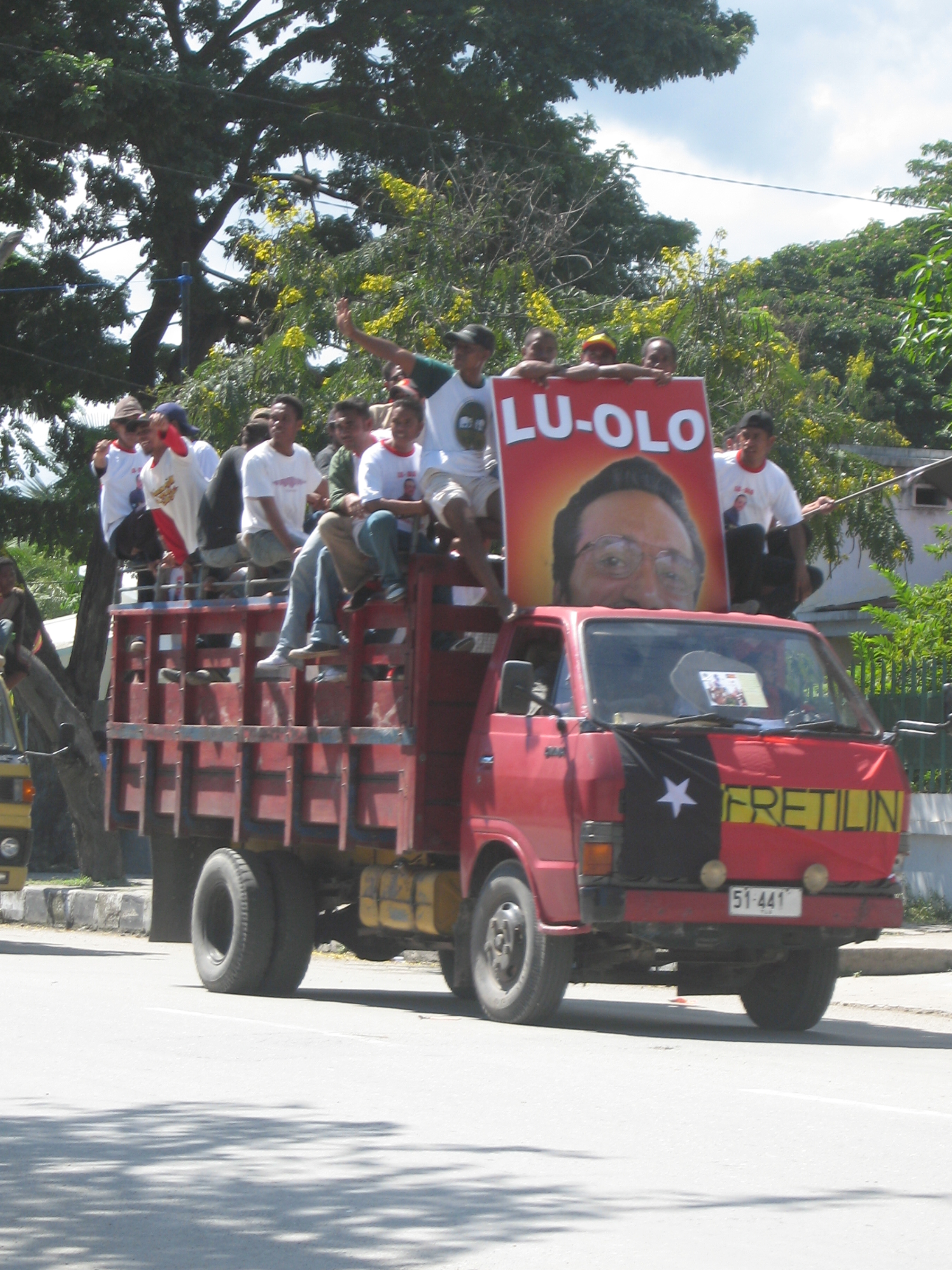
Campanha presidencial de 2007

A Fretilin, com apoio do bloco comunista, ainda conseguiu manter grandes porções do território timorense livre da ocupação Indonésia até 1979. Entretanto a dificuldade de se conseguir munições e o isolamento cada vez maior enfrentado por causa bloqueio da aliança tríplice Indonésia-EUA-Austrália empurrou o movimento para áreas remotas de Timor. Depois de 1979 a resistência tornou-se pontual, e passou a utilizar-se de sabotagem contra a Indonésia.
Em 1981 a Conferência Nacional da Fretilin foi realizada secretamente em Lacluta. Nesta conferência Xanana Gusmão foi eleito chefe do braço armado do grupo, a Falintil. Sob sua liderança o movimento construiu núcleos secretos de resistência em todo o Timor Timur (nome de Timor-Leste sob domínio indonésio) com o objetivo de atacar órgãos e instalações da Indonésia. Gusmão coordenou a luta até que ele foi preso em 1992 em uma operação que contou com 40 mil soldados indonésios.
Em 31 de março 1986 foi criada a aliança Convergência Nacional Timorense (CNT), composta pelos partidos UDT, Fretilin, Klibur Oan Timor Aswain (Kota) e do Partido Trabalhista Timorense (PT). Esta aliança tinha o intuito de coordenar conjuntamente a luta por Timor, ainda muito fragmentada. Entretanto as divisões internas na CNT obrigaram que ela fosse dissolvida logo em seguida.
Em 20 de agosto 1987 Gusmão converteu a Falintil num exército regular para resistência timorense. Na prática isto significava que a Falintil deixava de ser exclusivamente ligada à Fretilin. Havia a partir de então um recrutamento regular para novos quadros do antigo braço armado partidário.
Em uma convenção em 1988 foi finalmente estabelecido que Gusmão e José Ramos-Horta (porta-voz do governo timorense no exílio e representante nas Nações Unidas) liderariam uma nova aliança suprapartidária pela independência timorense, o Conselho Nacional de Resistência Maubere (CNRM). Esta aliança foi posteriormente renomeada, passando a chamar-se Conselho Nacional da Resistência Timorense (CNRT). Xanana Gusmão foi eleito presidente da CNRM, renunciando então ás suas funções na Fretilin, para não ser considerado tendencioso. O mesmo fez Ramos-Horta. A Falintil, que já trabalhava desde o ano anterior de forma mais independente, foi colocada sob os auspícios da CNRM.
A renúncia de Suharto em maio de 1998 permitiu o início das negociações para resolver a questão de Timor-Leste. Francisco Guterres (Lu Olo) foi designado pela Fretilin para representar o partido na Reunião Extraordinária Nacional, ocorrida entre 15 e 20 de agosto de 1998 em Sydney, Austrália. Nesta reunião delinearam-se os primeiros passos rumo à independência de Timor-Leste. No mesmo ano Guterres foi eleito Coordenador Geral do Conselho Presidencial da Fretilin, agora o mais alto cargo no partido.
Em 30 de agosto 1999 os timorenses votaram em um referendo onde 78,5% da população optou pela independência de Timor-Leste da Indonésia. Antes e depois do referendo houve massacres e expulsões por milícias pró-indonésias e por militares indonésios. Uma força de paz internacional sob liderança da Austrália desembarcou para por fim aos conflitos. De 1999 até 2002 Timor-Leste esteve sob administração da ONU.
Em maio de 2000, a Conferência Geral da Fretilin em Dili reuniu 1250 delegados de todo Timor-Leste e de todos os países onde havia exilados timorenses. No congresso extraordinário do partido em julho de 2001, Lu-Olo foi reeleito presidente do partido, e como secretário-geral elegeu-se Alkatiri.
O Congresso do CNRT em agosto de 2000 trouxe novos partidos para a aliança suprapartidária, entre eles o PST, a CDU e o PSD. Até mesmo os velhos partidos, Kota e o pró-Indonésia Apodeti, integraram-se ao CNRT. Após este congresso a Fretilin deixou a CNRT, justificando que a aliança não mais a representava ideologicamente. Além disto a Fretilin almejava disputar as primeiras eleições livres de forma independente.
Em 30 de agosto de 2001 foram realizadas as primeiras eleições livres do país. A Fretilin ganhou 57,37% dos votos e se tornou a maior força no parlamento. Timor-Leste finalmente tornou-se independente em 20 de maio de 2002. A Fretilin ficou com 55 assentos na Assembleia de 88 lugares, deixando-o sem a maioria de dois terços que esperava para direcionar a elaboração de uma constituição nacional.

### Pós-independência e governo Fretilin
O Secretário-Geral do partido, Mari Alkatiri, foi o primeiro primeiro-ministro do Timor-Leste entre 2002 e 2006. Entretanto a instabilidade política em Timor-Leste no ano de 2006 o obrigou a demitir-se, bem como dois de seus ministros. José Ramos-Horta sucedeu Alkatiri como primeiro-ministro; no entanto, como o presidente do Timor-Leste, Xanana Gusmão, em 1988, deixou o partido para tomar uma posição politicamente neutra.